# Лаина, Франсиско
Франси́ско Лаи́на Гарси́а (исп. Francisco Laína García; 18 января 1936, Ла-Каррера — 7 января 2022, Авила, Испания) — испанский политик и государственный деятель. Губернатор нескольких провинций. В 1981 году — государственный секретарь министерства внутренних дел, директор государственной безопасности. В течение 14 часов 23-24 февраля 1981 — глава «правительства чрезвычайных обстоятельств»: комитета государственных секретарей. Сыграл важную роль в подавлении ультраправого путча 23-F. Считается одним из тех, кто защитил демократию в Испании.

## Региональный администратор
По образованию юрист, бакалавр права. При режиме Франко служил в административных структурах. Состоял во франкистской партии Национальное движение.
В 1974 году назначен губернатором Леона. В 1976 году (после кончины Франко) — губернатор провинции Лас-Пальмас. Вёл активную борьбу против сепаратистского проалжирского движения МПАИАК. Террористическую структуру МПАИАК удалось практически демонтировать. Однако Лаина был отстранён от должности из-за разногласий в администрации по вопросам строительства.
В 1977—1980 — губернатор Сарагосы. Проводил правый социально-политический курс, конфликтовал с местной организацией социалистической партии.
13 июня 1980 года Франсиско Лаина был назначен заместителем министра внутренних дел Хуана Хосе Росона, государственным секретарём МВД и директором государственной безопасности. Возглавлял антитеррористические подразделения, показал себя эффективным оперативником.

## Глава чрезвычайного комитета
23 февраля 1981 года в Мадриде и Валенсии вспыхнул вооружённый мятеж ультраправых франкистов во главе с подполковником Антонио Техеро и генералом Хайме Милансом дель Боском. При захвате Дворца конгрессов в руках Техеро и его сообщников оказались депутаты парламента и министры правительства. Для заполнения вакуума власти был создан комитет государственных секретарей, во главе которого стал Франсиско Лаина (как представитель силовой структуры). В течение 14 часов Лаина фактически исполнял обязанности главы правительства Испании. Создание комитета опрокинуло расчёты путчистов на паралич государственного управления. Через генерального секретаря королевского дома Сабино Фернандеса Кампо действия Лаины координировались с Хуаном Карлосом I.
Лаина принял ряд мер по подавлению путча. Силами полиции и спецслужб был установлен оперативный контроль над ситуацией. Подразделения полиции и гражданской гвардии блокировали мятежников. Было проведено оперативное информирование и мобилизация военных округов. В то же время Лаина убедил руководителей политических партий воздержаться от массовых акций, дабы не давать военным оснований для вмешательства в политический процесс. Все эти действия способствовали быстрому подавлению путча.

## Отставка и общественное признание
Руководящий пост в МВД и госбезопасности Франсиско Лаина занимал до конца 1982 года. Он ушёл в отставку после поражения на парламентских выборах либеральной партии Союз демократического центра и прихода к власти социалистического правительства.
Франсиско Лаина пользовался большим уважением в испанском обществе. 18 февраля 2011 года, в ходе мероприятий в ознаменование 30-летия защиты демократии, Лаина был награждён медалью ордена Конституционных заслуг.
Умер 7 января 2022 года.